# Jon Cassar

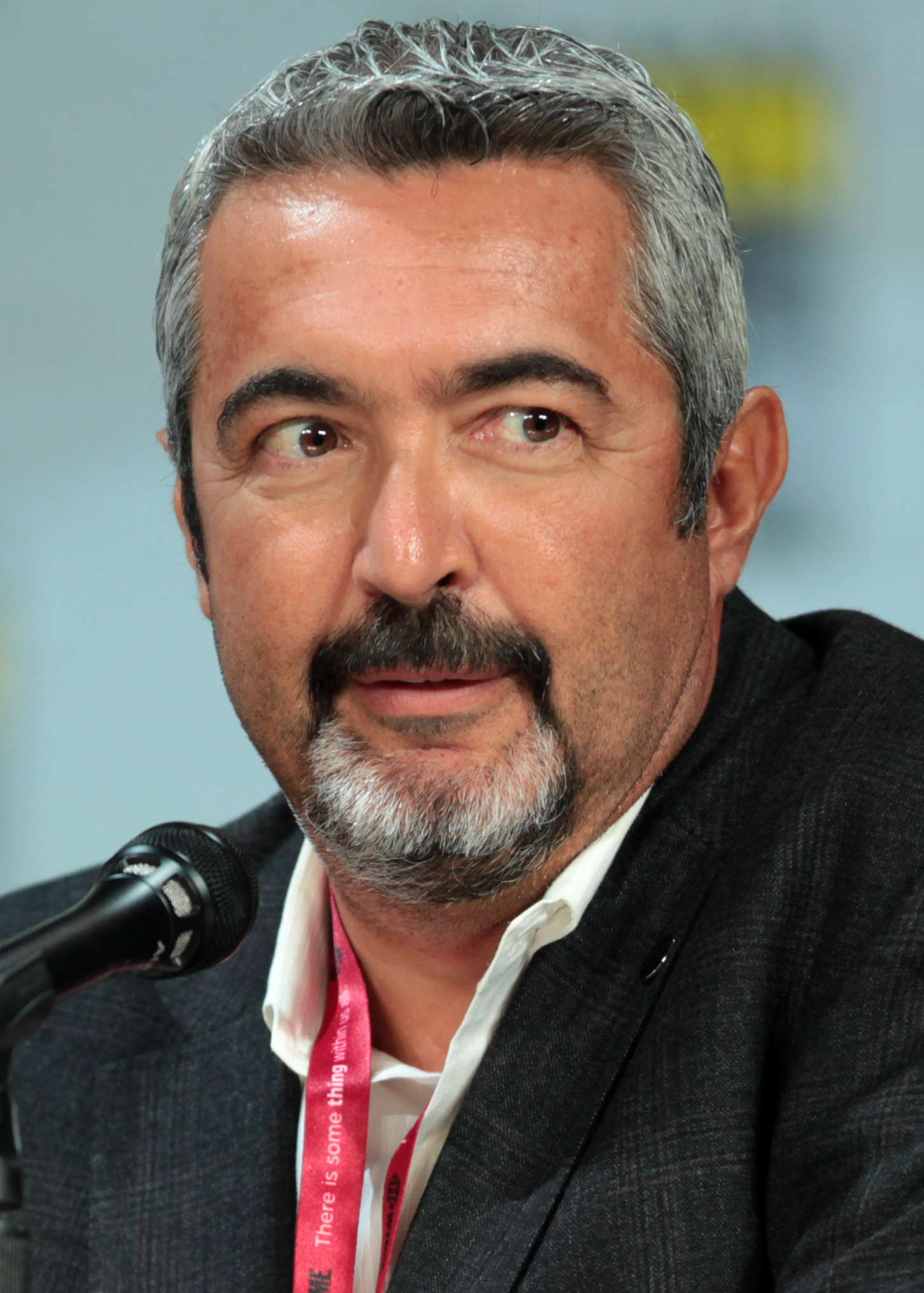
Cassar in 2014

Jon Cassar (Malta, 27 april 1958) is een Canadese filmregisseur, televisieregisseur en producent van een aantal films en televisieseries. In 2006 won hij een Emmy Award voor zijn regiewerk voor de televisieserie 24. Cassar studeerde aan Algonquin College in de Canadese plaats Ottawa.
Cassar is de mede-oprichter van de Motion Picture Industry Charitable Alliance, een filmorganisatie die jaarlijks de goede doelen-veiling Lights, Camera, Auction organiseert.

## Filmografie

### Regisseur
- Terra Nova (2011)
- 24 (2002 - 2009)
- Danger Beneath the Sea (2001)
- Nikita (1997 - 2001)
- CHiPs '99 (1998)
- Shadow Warriors: Assault on Devil's Island (1996)
- The Final Goal (1995)

### Cameraman
- PCU (1994)
- Trapped in Paradise (1994)
- Clearcut (1992)
- The Cutting Edge (1992)
- Termini Station (1991)
- Millennium (1989)
- The Dream Team (1989)